# حزب سوسیال دموکرات کارگری روسیه
حزب سوسیال دموکرات کارگری روسیه (RSDLP؛ در روسی: Российская социал-демократическая рабочая партия (РСДРП)، Rossiyskaya sotsial-demokraticheskaya rabochaya partiya (RSDRP)) که با نام‌های حزب سوسیال دموکرات کارگران روسیه یا حزب سوسیال دموکرات روسیه هم شناخته می‌شود، یک حزب سیاسی انقلابی سوسیالیست بود که در سال ۱۸۹۸ در شهر مینسک (در منطقه شمال غربی امپراتوری روسیه، امروزه در بلاروس) تشکیل شد. این حزب برای متحد کردن سازمان‌های مختلف انقلابی امپراتوری روسیه در یک حزب تشکیل شد، و در سال ۱۹۰۳ به دو جناح بلشویک (اکثریت) و منشویک (اقلیت) تقسیم شد و جناح بلشویک در نهایت به حزب کمونیست اتحاد شوروی تبدیل شد.

## تاریخ
حزب سوسیال دموکرات کارگری روسیه اولین گروه مارکسیستی تاریخ روسیه نبود و پیش از آن گروه رهایی کارگر در سال ۱۸۸۳ تشکیل شده بود. حزب سوسیال دموکرات کارگری روسیه در مخالفت با گروه انقلابی نارودنیکه‌ا، که بعداً حزب سوسیالیست انقلابی نمایندگی آن را به عهده گرفت، تأسیس شد. حزب سوسیال دموکرات کارگری روسیه مارس ۱۸۹۸ در یک کنفرانس زیرزمینی در شهر مینسک اعلام موجودیت کرد. نه نماینده در آن حضور داشتند که عده‌ای از طرف فدراسیون عمومی کارگران یهودی، و روبوچایا گازتا ("روزنامه کارگران") در کیف، که هر دو یک سال قبل در ۱۸۹۷ تشکیل شده بودند، و از لیگ مبارزه برای رهایی طبقه کارگر در سن پترزبورگ بودند. برخی دیگر از سوسیال دموکرات‌ها از مسکو و یکاترینبورگ نیز در آن شرکت کردند. برنامه حزب دقیقاً مبتنی بر نظریه‌های کارل مارکس و فردریش انگلس بود. به‌طور خاص، علیرغم ماهیت کشاورزی روسیه در آن زمان، پتانسیل واقعی انقلابی در اختیار طبقه کارگر صنعتی بود. در آن زمان، سه میلیون کارگر صنعتی روسیه، که شامل فقط ۳ درصد از جمعیت کشور می‌شد، وجود داشت. حزب در بیشتر دوران عمر خود غیرقانونی بود. ظرف یک ماه پس از اولین کنگره، پنج نماینده از ۹ نماینده حزب توسط اخرانا (پلیس مخفی امپراتوری) دستگیر شدند.
قبل از کنگره دوم حزب در سال ۱۹۰۳، یک روشنفکر جوان به نام ولادیمیر ایلیچ اولیانوف (که بیشتر با نام مستعار خود ولادیمیر لنین شناخته می‌شود) به حزب پیوست. در سال ۱۹۰۲، او چه باید کرد؟ را منتشر کرد و دیدگاه خود را در مورد وظیفه و روش مناسب حزب، یعنی تبدیل شدن به «پیشاهنگ پرولتاریا»، را بیان کرد. او طرفدار یک حزب منضبط و متمرکز متشکل از فعالان متعهد بود و در نظریات خود مبارزه زیرزمینی برای آزادی سیاسی را با مبارزه طبقاتی پرولتاریا در هم آمیخت.

### تقسیمات داخلی
در سال ۱۹۰۳، دومین کنگره حزب در تبعید در بروکسل تشکیل شد تا یک نیروی متحد ایجاد کند. با این حال، پس از توجه بی‌سابقه مقامات بلژیکی، کنگره به لندن نقل مکان کرد و در ۱۱ اوت در کلیسای کوچکی در خیابان تاتنهام کورت تشکیل جلسه داد. در کنگره، حزب در ۱۷ نوامبر به دو جناح آشتی‌ناپذیر تقسیم شد: بلشویک‌ها (برگرفته از کلمه bolshinstvo روسی به معنای «اکثریت»)، به رهبری لنین، و منشویک‌ها (از menshinstvo روسی به معنای «اقلیت»)، به رهبری ژولیوس مارتوف. با اینکه در حقیقت منشویک‌ها جناح بزرگتر بودند، نام منشویک و بلشویک از رای‌گیری در کنگره حزب در سال ۱۹۰۳ برای هیئت تحریریه روزنامه حزب، ایسکرا (اخگر)، با بلشویک‌ها اکثریت و منشویک‌ها گرفته شد. این نام‌هایی بود که توسط جناح‌ها برای بقیه کنگره حزب استفاده می‌شد و این نام‌هایی است که پس از انشعاب در کنگره ۱۹۰۳ حفظ شد. جناح لنین بعداً در اقلیت قرار گرفت و تا انقلاب روسیه کوچکتر از منشویک‌ها باقی ماند.
موضوع اصلی کنگره، مسئله تعریف عضویت در حزب بود. مارتوف فرمول زیر را پیشنهاد کرد: «عضو حزب سوسیال دموکرات کارگری روسیه کسی است که برنامه حزب را می‌پذیرد، از حزب حمایت مالی می‌کند، و به‌طور منظم تحت هدایت یکی از سازمان‌هایش به آن کمک شخصی می‌کند». از سوی دیگر، لنین تعریف دقیق‌تری ارائه کرد: «عضو حزب سوسیال دموکرات کارگری روسیه کسی است که برنامه آن را می‌پذیرد و از حزب هم از نظر مالی و هم از طریق مشارکت شخصی در یکی از سازمان‌های حزب حمایت می‌کند». تعریف چادر بزرگ مارتوف از عضویت حزب در ابتدا ۲۸–۲۳ رای را به دست آورد. با این حال، با توجه به خروج اعضای بوندیست و اکونومیست از حزب که از تعریف او حمایت کرده بودند، اکثریت او کوتاه مدت بود. این امر باعث شد تا اکثریت طرفداران تعریف لنین از اعضای حزب به عنوان انقلابی حرفه‌ای-متمرکز، کاملاً منضبط، و بنابراین قادر به عملکرد مؤثر در دولت پلیسی تزاری باشند. نام‌های جناح «اکثریت» («بلشویک») و «اقلیت» («منشویک») از همین‌جا گرفته شد.
علیرغم تعدادی از تلاش‌ها برای اتحاد مجدد، این انشعاب ثابت ماند. با گذشت زمان، تفاوت‌های ایدئولوژیک علاوه بر تفاوت‌های اصلی سازمانی ظاهر شد. تفاوت اصلی که در سال‌های پس از ۱۹۰۳ پدیدار شد این بود که بلشویک‌ها بر این باور بودند که تنها کارگران با حمایت دهقانان می‌توانند وظایف انقلابی بورژوا-دمکراتیک روسیه را انجام دهند، که پس از آن انگیزه‌ای برای انقلاب سوسیالیستی در آلمان و فرانسه و انگلستان فراهم می‌کرد. در حالی که منشویک‌ها معتقد بودند که کارگران و دهقانان باید برای انجام وظایف انقلابی بورژوا-دمکراتیک در روسیه به دنبال روشنفکران بورژوازی لیبرال باشند. دو جناح متخاصم هر دو توافق کردند که انقلاب آتی در داخل روسیه «بورژوا دمکراتیک» خواهد بود، اما در حالی که منشویک‌ها لیبرال‌ها را متحد اصلی در این وظیفه می‌دانستند، بلشویک‌ها اتحاد با دهقانان را به عنوان تنها راه برگزیدند. اساساً تفاوت این بود که بلشویک‌ها فکر می‌کردند که در روسیه وظایف انقلاب دمکراتیک بورژوازی باید بدون مشارکت بورژوازی انجام شود. سومین کنگره حزب به‌طور جداگانه توسط بلشویک‌ها برگزار شد.
چهارمین کنگره حزب در استکهلم سوئد برگزار شد و شاهد اتحاد مجدد دو جناح (با اکثریت منشویک‌ها) بود، اما اختلافات بین دیدگاه‌های بلشویکی و منشویکی به‌ویژه در طول جلسات آشکار بود.
پنجمین کنگره حزب در سال ۱۹۰۷ در لندن، انگلستان برگزار شد. این کنگره برتری جناح بلشویک را تثبیت کرد و استراتژی انقلاب کمونیستی در روسیه را مورد بحث قرار داد. ژوزف استالین بعدها هرگز به اقامت خود در لندن اشاره نکرد.

### انشعاب در ۱۹۱۲
سوسیال دموکرات‌ها انتخابات دومای اول (آوریل تا ژوئیه ۱۹۰۶) را تحریم کردند، اما آنها در دومای دوم (فوریه تا ژوئن ۱۹۰۷) نمایندگی داشتند. آنها ۸۳ کرسی داشتند. دومای دوم به بهانه کشف توطئه سوسیال دموکرات‌ها برای براندازی ارتش منحل شد. بر اساس قوانین جدید انتخاباتی، حضور سوسیال دموکرات‌ها در دومای سوم (۱۹۰۷–۱۹۱۲) به ۱۹ نفر کاهش یافت. منشویک‌ها هفت عضو در دوما و بلشویک‌ها شش عضو داشتند، از جمله رومن مالینوفسکی، که بعداً به‌عنوان یک مأمور اوخرانا کشف شد.
در سالهای سرکوب تزارها که به دنبال شکست انقلاب ۱۹۰۵ روسیه انجام شد، هر دو جناح بلشویک و منشویک با انشعاب مواجه شدند که باعث انشعابات بیشتر در حزب سوسیال دموکرات شد که از اواخر سال ۱۹۰۸ و سالهای بلافاصله بعد از آن خود را نشان داد. منشویک‌ها به «منشویک‌های طرفدار حزب» به رهبری گئورگی پلخانف، که مایل بودند کارهای زیرزمینی غیرقانونی و همچنین کارهای قانونی را حفظ کنند، تقسیم شدند. «انحلال‌طلبان» که برجسته‌ترین مدافعان آن‌ها پاول آکسلرود، فئودور دان، نیکولای الکساندرویچ روژکوف و نیکولای چخیدزه بودند، که می‌خواستند فعالیت‌های کاملاً قانونی را دنبال کنند و مخالف کارهای غیرقانونی و زیرزمینی بودند.
بلشویک‌ها سه‌طرفه به گروه پرولتاری به رهبری لنین، گریگوری زینوویف و لو کامنف تقسیم شدند که مبارزه شدیدی را علیه انحلال‌طلبان، اولتیماتیست‌ها و تجدیدنظرخواهان به راه انداختند. گروه اولتیماتیست به رهبری گریگوری الکسینسکی که مایل بود به نمایندگان دومای حزب سوسیال دموکرات اولتیماتوم بدهد تا از خط حزب پیروی کنند یا فوراً استعفا دهند. گروه تجدیدنظرخواهان به رهبری الکساندر بوگدانف و آناتولی لوناچارسکی و با حمایت ماکسیم گورکی خواستار فراخوان فوری کلیه نمایندگان دومای حزب سوسیال دموکرات و تحریم کلیه کارهای قانونی توسط حزب سوسیال دموکرات، به نفع افزایش کارهای زیرزمینی و غیرقانونی رادیکال، شد.
همچنین یک گروه غیر جناحی به رهبری لئون تروتسکی وجود داشت که تمام «جناح گرایی» در حزب سوسیال دموکرات کارگری را محکوم و برای «اتحاد» در تلاش می‌کرد و به شدت بر مشکلات کارگران و دهقانان روسی در زمین‌ها متمرکز بود. ژولیوس مارتوف منشویک رسماً یک انحلال‌طلب در نظر گرفته می‌شد، تا حدی به این دلیل که بیشتر نزدیک‌ترین دوستان سیاسی او از انحلال‌طلبان بودند.
در ژانویه ۱۹۱۲، گروه بلشویک پرولتاری لنین کنفرانسی را در پراگ برگزار کرد و انحلال‌طلبان، اولتیماتیست‌ها و فراخوان‌کنندگان را از حزب سؤال دموکرات اخراج کرد. این کار رسماً منجر به ایجاد یک حزب جداگانه به نام حزب سوسیال دموکرات کارگر روسیه (بلشویک‌ها) شد. منشویک‌ها به فعالیت‌های خود ادامه دادند و حزب کارگر سوسیال دموکرات روسیه (منشویک‌ها) را تأسیس کردند. در اوت ۱۹۱۲، گروه تروتسکی سعی کرد در کنفرانسی در وین همه جناح‌های حزب سوسیال دموکرات کارگری را در یک حزب متحد کند، اما او پیشنهاد او تا حد زیادی توسط بلشویک‌ها رد شد. بلشویک‌ها در جریان انقلاب اکتبر ۱۹۱۷ قدرت را به دست گرفتند و تمام قدرت سیاسی را به شوراها منتقل کردند و در سال ۱۹۱۸ نام خود را به حزب کمونیست تمام روسی تغییر دادند. آنها فعالیت منشویک‌ها را پس از شورش کرونشتات در سال ۱۹۲۱ ممنوع کردند.
مژرایونتسی، معروف به حزب کارگر سوسیال دموکرات روسیه (انترناسیونالیست‌ها)، در سال ۱۹۱۳ به عنوان یک جناح جدید از حزب سوسیال دموکرات کارگری روسیه ظهور کرد.

## شاخه‌های حزب

### استونی
در سال ۱۹۰۲، سازمان حزب سوسیال دموکرات کارگری روسیه در تالین تأسیس شد که در سال ۱۹۰۴ به کمیته حزب در تالین تبدیل شد. در ماه نوامبر، یک کمیته موازی (یعنی مستقیماً تحت کمیته مرکزی حزب سوسیال دموکرات کارگری روسیه) در ناروا ایجاد شد. در میان دیگر رادیکال‌ها، کادرهای حزب سوسیال دموکرات کارگری روسیه استونی در انقلاب ۱۹۰۵ فعال بودند. در کنفرانس سازمان‌های حزب سوسیال دموکرات کارگری استونی در تریجوکی فنلاند در مارس ۱۹۰۷، حامیان بلشویک با منشویک‌ها درگیر شدند.

### لیوونی
در چهارمین کنگره (وحدت) حزب سوسیال دموکرات کارگری روسیه در سال ۱۹۰۶، حزب کارگران سوسیال دموکرات لتونی به عنوان یک سازمان سرزمینی وارد حزب سوسیال دموکرات کارگری شد. پس از کنگره، نام آن به حزب سوسیال دموکراسی مناطق لتونی تغییر یافت.

## کنگره‌ها

تجسم قدرت جناح‌های حزبی حاضر در پنجمین کنگره حزب کارگر سوسیال دموکرات روسیه، ۱۰۵ بلشویک، ۹۷ منشویک، ۵۹ بوندیست، ۴۴ سوسیال دموکرات پادشاهی لهستان و لیتوانی، ۲۹ سوسیال دموکراسی لتونی، ۴ نماینده "غیر جناحی"

| کنگره‌ها | کنگره‌ها                  | مکان                                      | نمایندگان | انتخاب شده برای کمیته مرکزی | فراکسیون اکثریت | فراکسیون اکثریت |
| ------- | ------------------------ | ----------------------------------------- | --------- | --- | --------------- | --------------- |
| اولین   | ۱۳ مارس – ۱۵ مارس ۱۸۹۸   | مینسک، امپراتوری روسیه                    | ۹         | - استپان رادچنکو - بوریس ایدلمن - آرکادی کرمر |                 | —               |
| دومین   | ۳۰ ژوئیه – ۲۳ اوت ۱۹۰۳   | بروکسل ، بلژیک [ ب ] لندن ، پادشاهی متحده | ۵۱        | - گلب کرژیژانوفسکی - فردریش لنگنیک - ولادیمیر نوسکوف |                 | منشویک‌ها        |
| سومین   | ۲۵ آپریل – ۱۰ می ۱۹۰۵    | لندن، پادشاهی متحده                       | ۵۱        | - لئونید کراسین - ولادیمیر لنین - دیمیتری پوستولوفسکی - آلکسی رایکوف |                 | بلشویک‌ها        |
| چهارم   | ۱۰ آپریل – ۲۵ آپریل ۱۹۰۶ | استکهلم، سوئد                             | ۱۱۲       | - بوریس باخمیتیف - لئون گولدمن - واسیلی دنیتسکی - پاول کولوکولنیکوف - لئونید کراسین - ویکتور کروخمال - ناتالیا بارانسکایا - ولادیمیر روازنوف - آلکسی رایکوف - لیو خینچوک                               |                 | منشویک‌ها        |
| پنجمین  | ۱۳ می – ۱ ژوئن ۱۹۰۷      | لندن، پادشاهی متحده                       | ۳۳۸       | - یولییس دانیشفسکی - یوسیف دوبرووینسکی - فلیکس ژرژینسکی - ژوسف گولدنبرگ - ژوسف یوسیف - الکساندر مارتینوف - ویکتور نوگین - نیکولای الکساندرویچ روژکوف - ایوان تئودوروویچ - آدولف وارسکی - نوئه ژوردانیا |                 | بلشویک‌ها        |

## تاریخچه شرکت در انتخابات

### انتخابات پارلمان روسیه
| سال         | آراء           | %    | کرسی(ها)  | +/–  | رهبر          |
| ----------- | -------------- | ---- | --------- | ---- | ------------- |
| ۱۹۰۶        | نامشخص (سوم)   | ۳٫۸  | ۱۸ از ۴۷۸ | جدید | ژولیوس مارتوف |
| ژانویه ۱۹۰۷ | نامشخص (سوم)   | ۵٫۱۲ | ۶۵ از ۵۱۸ | ۴۷   | ژولیوس مارتوف |
| اکتبر ۱۹۰۷  | نامشخص (چهارم) | ۳٫۷  | ۱۹ از ۵۰۹ | ۴۶   | ژولیوس مارتوف |
| ۱۹۱۲        | نامشخص (چهارم) | 3.3  | ۱۴ از ۴۳۴ | ۵    | ژولیوس مارتوف |